# 正広
正広（しょうこう、1412年 - 1493年?）は、室町時代中期の僧、歌人。号は招月庵。法号ははじめ正晄・正晃と称した。日比（ひごろ）の正広とも称された。没年については1494年ともされる。俗名を森彦右衛門範俊とする説は疑問が残る。
初め飛鳥井家のもとで歌道を学び、13歳で東福寺の清巌正徹の有心歌風に傾倒して門弟になる。1459年（長禄3年）正徹がなくなると、招月庵を継いだ。その後、大内教弘に招かれて周防国に下るが、応仁の乱（1466年－1476年）の難を避けるため、京都を離れて各地を訪れる。この間、師正徹の歌集『草根集』の編纂や歌会の指導を行った。1486年（文明18年）以降は、堺や摂津を拠点とし、飛鳥井雅親・冷泉為広らと交わり、歌壇の指導者となった。

## 作品
- 『松下集』 - 家集[2]
- 『正広日記』（文明5年） - 紀行文。1473年（文明5年）駿河国に下った際の紀行文。
- 『正広詠歌』（文明7年） - 文明6年から7年に詠んだ和歌が中心。